# Forpus xanthops
Periquito-de-cabeça-amarela ou tuim-de-cara-amarela (Forpus xanthops) é o menor psitacídeo do Brasil. O macho tem grande área azul na asa e no baixo dorso; a fêmea totalmente verde, sendo amarelada na cabeça. Vive a beira da mata. Ocorro no nordeste, leste e sul do Brasil até o Paraguai e Bolívia. Deslocam-se velozmente. A melhor defesa que possuem é ficarem imóveis e calados. Procuram seu alimento tanto nas copas das árvores mais altas, como em certos arbustos frutíferos. Gostam mais das sementes do que da polpa da fruta. São atraídos por árvores frutíferas como mangueiras, jabuticabeiras, goiabeiras, laranjeiras e mamoeiros. Os cocos de muitas palmeiras constituem sua alimentação.